# Violettpannad briljant
Violettpannad briljant (Heliodoxa leadbeateri) är en fågel i familjen kolibrier.

## Utseende
Violettpannad briljant är en knubbig kolibri med relativt kraftig näbb. Fjäderdräkten är mestadels glittrande smaragdgrön. Hanen har blått eller violett i pannan och glittrande grön strupe som verkar mörk från de flesta vingklar. Honan har vit fjällning undertill och ett vitt mustaschstreck.

## Utbredning och systematik
Violettpannad briljant delas in i fyra underarter:
- Heliodoxa leadbeateri leadbeateri – utmed klippkuster i norra Venezuela (från Falcón till Carabobo och Miranda)
- Heliodoxa leadbeateri parvula – Anderna i Colombia och västra Venezuela
- Heliodoxa leadbeateri sagitta – Anderna i östra Ecuador och norra Peru
- Heliodoxa leadbeateri otero – Anderna från centrala Peru till nordvästra Bolivia

## Levnadssätt
Violettpannad briljant hittas i molnskog på medelhög höjd. Där ses den vanligen enstaka inne i skogen eller i skogsbryn. I vissa områden kan den besöka kolibrimatare.

## Status och hot
Arten har ett stort utbredningsområde, men tros minska i antal, dock inte tillräckligt kraftigt för att den ska betraktas som hotad. Internationella naturvårdsunionen IUCN listar arten som livskraftig (LC).

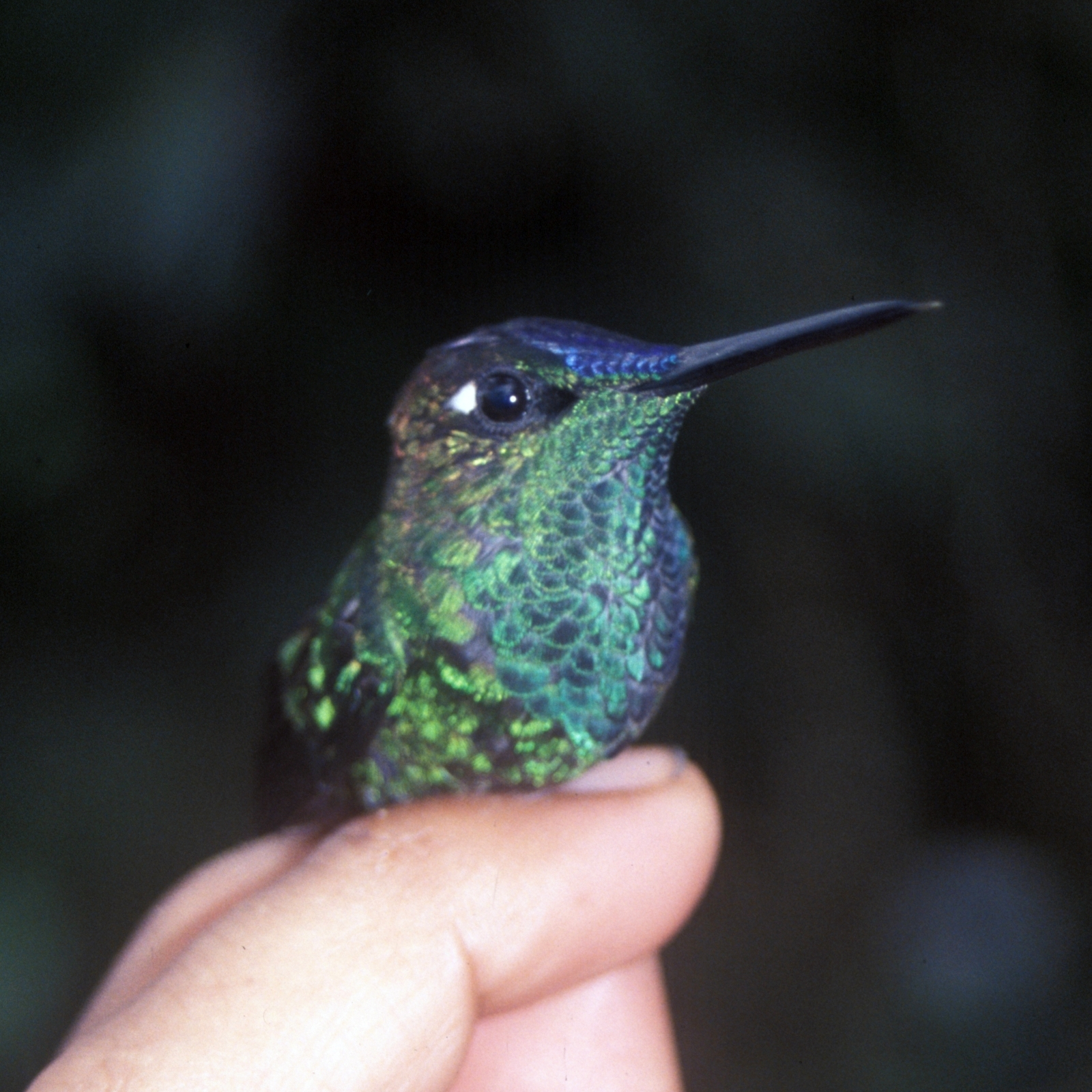
Adult hane.